# Ross Lockridge
Ross Franklin Lockridge, Jr. (25 de abril de 1914 - 6 de marzo de 1948) fue un novelista de la primera mitad del siglo XX. Es conocido por la novela "Raintree County" (1948), texto elogiado por la crítica y por el público, y que para muchos es un claro exponente de la "Gran Novela Americana". Su muerte por suicidio se produjo cuando el relato estaba alcanzando la cima de las listas de libros más vendidos.

## Juventud y aprendizaje
Ross nació y se crio en Bloomington, Indiana, el más joven de los cuatro hijos de Elsie Shockley Lockridge y del historiador populista y profesor Ross Lockridge Sr. A través de la familia de su padre, era doblemente primo de la futura novelista Mary Jane Ward. A todas luces, era un hombre joven y guapo, amable, y con talento, conocido como "A+ Lockridge" por sus brillantes calificaciones en la escuela. "Era de complexión media", escribió su biógrafo, el novelista John Leggett, "con el pelo rizado, cabello castaño oscuro y una hermosura impresionante, pero lo más inusual en él era su energía. Brillaba y resonaba." En otros lugares, se le describe como un "muchacho liviano, de pelo oscuro y ojos azules-grises que brillaban de alegría." Al mismo tiempo, al igual que muchos jóvenes brillantes, parecía sensible a la crítica y preocupado por los pequeños reveses cotidianos, incluso como cuando perdía una simple partida de ajedrez.
Se graduó en la Universidad de Indiana en 1935 con el promedio más alto en la historia de la universidad, a pesar de haber obtenido una desacostumbrada calificación "B" durante dos semestres en la Sorbona de París. El año en el extranjero causó una gran impresión en el joven "hoosier", y fue muy importante para el establecimiento del ambicioso objetivo de su éxito futuro: "Escribir la mayor obra literaria jamás compuesta." Durante su viaje, también llegó a manifestar que: "El primer objetivo cuando vuelva [a los EE.UU.] será el completo dominio del idioma inglés, de forma que mi uso de la lengua sea el más brillante jamás conocido."
Después de su graduación, quedó postrado durante casi un año por la "fiebre escarlata ... y la fiebre reumática, posiblemente." Regresó a la universidad en 1936 como profesor de inglés y para obtener el grado de master of arts, escribiendo su tesis sobre "Byron y Napoleón". Curiosamente, se refirió luego a este período de su vida como "los años perdidos", aunque incluyen su matrimonio con Vernice Baker, el nacimiento de su primer hijo, y una considerable cantidad de sus primeros escritos, incluyendo lo que parece haber sido una incursión temprana en los temas que eventualmente llevaría a buen término en "Raintree County".
En septiembre de 1940 la joven familia se trasladó a Cambridge (Massachusetts), por lo que Ross pudo acceder a una beca en la Universidad de Harvard, trabajando para su doctorado en inglés, mientras que escribía lo que su segundo hijo llamaría un "Ilegible poema de 400 páginas". "The Dream of the Flesh of Iron" (El sueño de la Carne de Hierro) fue rechazado por el editor Houghton Mifflin en 1941, momento en que Lockridge estaba enseñando en el Simmons College de Boston, mientras que aparentemente trabaja en una tesis sobre Walt Whitman. En lugar de ello, escribió 2.000 páginas de una novela con el título provisional de " American Lives" (Vida de los estadounidenses), basada en la familia de su madre, los Shockleys. Vivió en Mountfort Street, en un apartamento que era "patéticamente sombrío, con los libros y la ropa almacenados en cajas improvisadas, y con pilas de papeles por todas partes".

## Génesis de la novela
En el verano de 1943, Lockridge dio la vuelta a esas páginas, y comenzó a escribir por la otra cara. La nueva novela se basaba de manera similar en el mismo tema, aunque retrocediendo una generación y se centra en un solo día (el 4 de julio de 1892) en lo que pudo haber sido una emulación del Ulises de James Joyce. En lugar de tratar la historia de varios miembros de la familia Shockley, tendría un solo héroe, John Wickliff Shawnessy, que llevaba las mismas iniciales que su abuelo materno. El resto de la historia en expansión sería contada en flashbacks, y en algunos casos concluyendo la secuencia de un sueño. El relato se desarrollaba en Indiana, en lo que cualquier buen hoosier entiende como el corazón de los Estados Unidos. La Guerra Civil sería su evento de referencia, como lo había sido para el país y para el poeta Lockridge, el tema de su tesis de doctorado abandonada. Quería, dijo, "expresar los mitos americanos, dando forma a las duraderas cualidades 'heroicas' del pueblo estadounidense". De hecho, tenía la intención de componer nada menos que "La República Americana", integrando el trío de autores formado por ¡James Joyce, Walt Whitman y Platón!
A pesar de que entonces era el padre de tres hijos, Lockridge fue llamado en plena Segunda Guerra Mundial para un examen físico en febrero de 1944 previo a su alistamiento. Para el ejército de Estados Unidos, este fue un momento de grandes necesidades de personal (la invasión de Francia estaba prevista para la primavera). Había sido clasificado apto para el servicio militar, cuando los doctores notaron un latido irregular de su corazón, probablemente como resultado de las fiebres que había padecido. Mientras tanto, su héroe de ficción estaba peleando en la Guerra Civil de los Estados Unidos. "Por mi parte", dijo más tarde con mezcla de pesar y de disgusto, "mientras que la República estaba desangrándose, me escondí detrás de un millar de faldas..." (Páginas de Raintree County)
"Lockridge era un Vesubio", en palabras de John Leggett. '"Cuando estaba en el trabajo, su máquina de escribir vomitaba veinte o treinta páginas cada día, algunas camino de la papelera, otras para ser revisadas, sin parar antes de que fueran satisfactorias, pero siempre en expansión." De hecho, Ross afirmó que era capaz de escribir hasta 100 palabras por minuto, una hazaña increíble en una máquina de escribir manual. Próximo el final del libro, trabajaba en una habitación, mientras que Vernice escribía la versión pasada a limpio en otra habitación, con pequeñas notas que su hijo Ernest llevaba de una habitación a la otra. "Mis padres eran como una ametralladora Gatling haciendo fuego mientras escribían 'Raintree County' con sus antiguas máquinas de escribir" señaló Ernest posteriormente.
Ross completó las 600.000 palabras mecanografiadas en abril de 1946. Puso sus cinco secciones en otras tantas carpetas, puso las carpetas en una maleta, y se permitió el lujo de alquilar un taxi para llevar el original a las oficinas de Houghton Mifflin. El primer lector aconsejó rechazar la novela, como el editor había hecho anteriormente con "The Dream of the Flesh of Iron" (El sueño de la Carne de Hierro), pero afortunadamente para Houghton Mifflin y podría decirse que para la literatura americana, la decisión final fue favorable. Cuando le llegó la llamada telefónica, ofreciéndole un avance sobre los derechos de la obra de 3.500 dólares (más que el salario de un año), pidió y se le concedió un permiso para ausentarse de sus obligaciones en el centro de enseñanza Simmons.
De vuelta en Bloomington, Lockridge se fue poniendo cada vez "más y más nervioso" sobre el proceso de cómo convertir su enorme libro en un producto comercial. Los editores querían que lo redujese a unas 100.000 palabras, incluyendo la secuencia del sueño que él consideraba como fundamental para el libro. (Entre el material que se eliminó, estaba incluida una proclama del protagonista, quien en un eco de la reacción de Lockridge a su fallido alistamiento se anunciaba como "de vuelta de las guerras sin heridas, después de esconderse detrás de un millar de faldas.") Ross y Vernice por lo tanto debieron pasar el resto del año como antes, "sin cesar de escribir desde la mañana a la noche." La tarea duró hasta enero de 1947, lo que significaba que  Raintree County  no se publicaría en abril, la fecha inicialmente prevista.
Ross regresó a Boston para lo que pensaba que sería el esfuerzo final. Se le dio una oficina en Houghton Mifflin, en la que orientó al personal de diseño gráfico sobre las ilustraciones del libro, la tipografía, el diseño de portada, e incluso sobre el diseño de la sobrecubierta, mostrando colinas verdes sobre la silueta de su heroína tendida y desnuda. La editorial planeaba publicar otro potencial éxito de ventas aquel otoño, lo que empujó la edición de Raintree County esta vez a enero de 1948. Agregando tensión emocional al autor, los estudios Metro-Goldwyn-Mayer le otorgaron un premio de 150.000 dólares, con unas ganancias potenciales adicionales de otros 350.000 dólares (el equivalente a más de 3.5 millones de dólares en año 2010), pero tendrían que recortar otras 100.000 palabras al texto del libro. En las negociaciones de aquella noche, Lockridge y MGM acordaron una reducción de 50.000 palabras, que, como él dijo, "[la reducción] casi me mata en su momento y se llevó toda la alegría del premio". Le confesó a Houghton Mifflin que "seis años y medio de esfuerzo me han agotado, incluso físicamente". Sin embargo, se fue a trabajar, eliminando un personaje y añadiendo otro.
La revisión de las 450.000 palabras se terminó en agosto, por lo que el "Book of the Month Club" les ofreció la posibilidad de que el relato fuese una de sus selecciones principales, pero solo si se hacían más recortes. Mientras tanto, Lockridge y Houghton Mifflin discutían sobre cómo se debía repartir el premio de MGM entre ellos. Al mismo tiempo, se mantenían complicadas negociaciones sobre los ingresos promedio para reducir las tasas de impuestos sobre los beneficios de la venta del libro.

## Publicación y muerte
Al final, las imposiciones del "Book of the Month Club" provocaron que hubiese dos versiones de Raintree County. En la versión desarrollada, Lockridge había creado un alter ego con su héroe, en la persona del escandaloso "Perfessor" Jerusalem Webster Styles. En la página 152, el Perfessor pronuncia un lema blasfemo en alabanza de los bastardos, incluyendo las tres palabras "Wasn't Jesus God's?" ("¿No lo era Jesús de Dios?") que las autoridades no podían tolerar. Estas palabras fueron retiradas, pero solo después de que 5.000 ejemplares ya habían sido impresos. La primera edición tuvo una extraordinaria tirada de 50.000 ejemplares, encuadernados en tela verde estampada con un "raintree" dorado. Contenía imitaciones de grabados en madera del siglo XIX, y un plano con la ciudad de Waycross y el río Shawmucky, con su curso serpenteante deletreando las iniciales JWS (correspondientes al protagonista del relato Jerusalem Webster Style). Todo esto se hizo (excepto las tres palabras suprimidas) de acuerdo con las especificaciones del autor, incluyendo en la sobrecubierta (como Lockridge había esbozado), el dibujo de la vista en perspectiva de un paisaje, en el que se adivina claramente la figura de una mujer tendida y desnuda, cuya silueta está sutilmente integrada entre el relieve de las colinas, los valles y las líneas de los cursos de agua.
En el otoño de 1947 comenzó el descenso del autor hacia la locura. La revista Life publicó un desconcertante extracto el 18 de septiembre, en el que Lockridge le confesaba a su esposa que: "Reparo en la gente, y me pregunto qué es lo que piensan". Para añadir más ominosamente a continuación: "¿Y qué fue lo que me hizo pensar que podían salirse con la suya?"
El libro fue lanzado el 4 de enero de 1948, y todo el tiraje se agotó el mismo día de su publicación oficial, el 5 de enero. Las críticas eran tan extravagantes como la propia novela. El New York Times calificaba Raintree County como "Una enorme y extraordinaria primera novela ... un logro del arte y la voluntad, un libro cósmicamente melancólico lleno de significado y belleza." Por el contrario, el New Yorker era mordaz, llamando al libro "El clímax de todas las crónicas humanas hinchadas y pretenciosas, que también incluyen un panorama de la Guerra Civil, la vida en el cinturón del maíz y del trigo, o lo que sea ... justo el tipo de pavo regordete que hornean al ast en Hollywood...." (Para agravar el dolor del autor y la vergüenza de la revista, la revisión se refirió al libro como "Raintree Country" y a su autor como "Lockwood".) Escribiendo en la Saturday Review, el distinguido crítico Howard Mumford Jones se quedó en un punto intermedio, admirando el "Último libro candidato para obtener ese honor mítico, ser calificado como 'la Gran Novela Americana'. Dando muestras de una laboriosidad incansable, 'Raintree County' es un desigual y a veces magnífico compendio de vitalidad, una amalgama extraña del patrón y la falta de forma, y un ingenio de estructura que es a la vez admirable y enloquecedor..."
Víctima de una grave depresión, Lockridge se suicidó inhalando monóxido de carbono poco después de la publicación de la novela. Su tumba se encuentra en el Rose Hill Cemetery de Bloomington.
En 1957, MGM lanzó la versión cinematográfica del libro "Raintree County", película titulada en español El árbol de la vida, y protagonizada por Elizabeth Taylor, Montgomery Clift y Eva Marie Saint. Mereció sólo algunas buenas críticas y tuvo un resultado discreto en taquilla, recibiendo cuatro nominaciones al Óscar, incluyendo una para Taylor.